# Lukijan
Lukijan iz Samosate (grško Λουκιανὸς ὁ Σαμοσατεύς, latinsko Lucianus Samosatensis; cca 125 – po 180) je bil sirski retorik in zelo cenjen satirični pisec, ki je pisal v grščini, poznan je bil po izjemno bogatem opusu. Deloval je pod Antoninom, Markom Avrelijem in morda tudi še pod Komodom.
Njegovo rojstno mesto Samosata v zgornjem toku Evfrata je bilo glavno mesto Kraljevine Komagene pred Lukijanovim življenjem in je bilo nato vključeno v rimsko provinco Sirijo; njene ruševine so zdaj blizu mesta Samsat v današnji južni Turčiji. Lukijan se je zato imenoval za Sirca, kar po takratnem razumevanju še ni pomenilo, da ni bil hkrati tudi Grk in Rimljan: Lukijan (Lucianus) je bilo splošno rimsko ime.

## Življenje
Lukijan, ki je pripadal temeljito helenizirani družini vzhodno sirskega porekla, je bil najprej vajenec svojega strica po materi, uspešnega kiparja. Toda temu se je kmalu kasneje odpovedal, da bi se izobraževal o grški literaturi in retoriki v Joniji. Po tem si je verjetno služil kruh kot sodni govornik, kasneje pa kot samostojni pisatelj. V življenju je večkrat potoval po sredozemskem svetu (Atene, kjer je dolgo živel, Olimpija, Rim in Galija, kjer je poučeval). Njegov materni jezik je bil grščina, znal pa je tudi nekaj latinščine. V starosti je sprejel službo pri rimskem guvernerju Egipta (praefectus Aegypti) v Aleksandriji, kjer je domnevno tudi umrl, medtem ko je po drugih poročilih umrl v Atenah. Njegovo glavno ustvarjalno obdobje in zadnja leta življenja so padla v čas vladavine rimskega cesarja Marka Avrelija (161–180); ali je še vedno živel pod Komodom (180–192) in Septimijem Severom (193–211), je sporno, saj ni jasnih indikacij.

## Delo
Lukijan je bil izjemno ploden pisatelj. Pod njegovim imenom je naštetih 80 del, od katerih jih je približno 70 resničnih. Služijo tudi kot glavni vir njegovega življenja. Kot je bilo v navadi v drugi sofistiki, je Lukijan ves čas pisal atiško grščino, tako kot je bilo v uporabi v 5. in 4. stoletju pr. n. št., in ne v grškem kojneju. Na začetku je pisal dialoge o vsakdanjem življenju. Obravnaval je družbene, filozofske in teološke teme, ki so vključevale tudi Lukijanovo temeljno kritiko religije (Θεῶν διάλογοι - Pogovori z bogovi; Νεκρικοὶ διάλογοι - Pogovori z mrtvimi). Lotil se je razsipnosti bogatih (Τίμων H Μισάνθρωπος - Timon ljudomrznež; Περὶ τοῦ παρασίτου - Parazit), poudaril »spolzke posle« (Ἑταιρικοὶ διάλογοι - Heterini dialogi) in se norčeval iz neumnosti (Πρὸς τὸν ἀπαίδευτον καὶ πολλὰ βιβλία ὠνούμενον - Neučeni ljubitelj knjig). Ti dialogi so prepleteni z rahlim posmehovanjem in primerno odražajo takratne družbene razmere v Rimskem cesarstvu. V teh delih pusti, da njegov retorični talent utripa in ostane na poti satire.
V poznejših letih je pisal zagrizena poročila in dialoge v slogu Menipa, v katerih so napadli zgodovinske osebnosti tega časa (Aleksander o Aleksandrosu iz Abonuteichosa; Peregrinos o samooklicanem preroku in njegovih privržencih). Razkrinkal je filozofsko podjetje (Βίων πρᾶσις - Prodaja življenja), ki že dolgo ni bilo več tisto, kar se je zdelo (Φιλοψευδής - Prijatelj laži).
Poleg tega je Lukijan napisal dela, ki se ukvarjajo s temeljnimi vprašanji in pri katerih je pogosto težko ugotoviti, koliko satire je v njih (Πῶς δεῖ ἱστορίαν συγγράφειν - Kako pisati zgodovino, je še posebej pomembno za razumevanje starodavnega zgodovinopisja), ustvaril je zgodnje predhodnike znanstvenofantastičnega romana (Ἰκαρομένιππος - Zračno potovanje; Ἀληθεῖς Ἱστορίαι - Resnične zgodbe), opisal je slike, kipe, zgradbe (npr. Aleksandrijski svetilnik, ki ga je poznal iz lastnih oči) in ljudi ter se boril proti jezi tistih, ki jih je napadel.

## Sprejem
Lukijan je eden od starodavnih pisateljev, ki je pomembno vplival na evropsko kulturo. Njegov velik občudovalec je bil Erazem Roterdamski, ki je skupaj s Thomasom Moreom leta 1506 izdal novo zbirko del (Luciani opuscula) in priredil 'veliko Lukijana' v svoji satiri Pohvala neumnosti. Pozneje sta Wieland, ki je Lukijanovo celotno delo zgledno prevedel v nemščino, navdihnil Goetheja in Schillerja. Po Lukijanovih opisih so nastajale slike, zgradbe, predstave in sestavljala glasba.
Na podlagi Lukijanovega Ikaromenippus ali Zračno potovanje je avstrijski skladatelj Hartmut Schmidt leta 1980 ustvaril opero Menippus (besedilo Werner Thuswaldner). Opera v šestih prizorih je bila premierno uprizorjena leta 1990 v Salzburškem državnem gledališču.
Lunin krater Lucian je poimenovan po njem.

## Izdaje
- Luciani Opera. Uredil Matthew Donald MacLeod. 4 zvezki. Oxfordska klasična besedila. Clarendon, Oxford 1972-1987
- Lukian v osmih zvezkih. Uredili in prevedli Austin Morris Harmon, K. Kilburn in Matthew Donald MacLeod. Klasična knjižnica Loeb. Heinemann, London 1913-1967
- Lukian, glavna dela. Uredil in prevedel Karl Mras. Grško in nemško besedilo, Heimeran, München, 2. izdaja 1980, ISBN 3-7765-2198-8.

V slovenščini
- Satire, Lucianus Samosatensis, Državna založba Slovenije, 1946, COBISS.SI-ID - 28685569
- Filozofi na dražbi : izbrani spisi, Mladinska knjiga, 1985, COBISS.SI-ID - 730654
- O Peregrinovi smrti, 2007, COBISS.SI-ID - 27445549
- O obrekovanju, ki mu ne smemo zlahka verjeti, članek, 2003, COBISS.SI-ID - 905613
- Menip ali prerokovanje mrtvih, članek, 2003, COBISS.SI-ID - 905357